# Jacob Böeseken
Jacob Böeseken (Rotterdam, 20 augustus 1868 – Delft, 16 mei 1949) was een Nederlands scheikundige en hoogleraar aan de Technische Universiteit Delft.

## Biografie
Böeseken was de zoon van de fotograaf Antonij Johannes Hermanus Böeseken en diens echtgenote Johanna Jacoba Glazener. Hij studeerde scheikunde aan de Polytechnische School te Delft (1887-1893), waarna hij assistent was aan het Rijkslandbouwproefstation in Groningen en vanaf 1894 in het scheikundig laboratorium van Arnold Frederik Holleman van de Groningse Rijksuniversiteit.
Voor zijn promotieonderzoek ging hij naar de Universiteit van Bazel alwaar hij op 11 mei 1897 magna cum laude promoveerde op het proefschrift: "Über die Einwirkungsprodukte der primären Amine auf die Dinitrosacyle". Na een periode als docent aan de HBS en het gymnasium in Assen werd hij in 1906 benoemd tot lector aan de Rijksuniversiteit Groningen. Het jaar erop volgde hij Sebastiaan Hoogewerff op als gewoon hoogleraar in de organische scheikunde aan de Technische Hogeschool Delft. Zijn inaugurele rede op 16 oktober 1907 was getiteld Wisselwerkingen tusschen wetenschappelijk onderzoek en de organisch-chemische techniek. Tot 1938 zou hij deze leerstoel behouden, om vervolgens met emeritaat te gaan. Zijn afscheidscollege op 24 juni 1938 trok zoveel publiek, dat moest worden uitgeweken naar de grote zaal van de Stadsdoelen. Böeseken overleed in 1949 te Delft.

## Werk
Gedurende zijn periode als hoogleraar hield Böeseken met diverse aspecten van de scheikunde bezig, waaronder de biochemie, en publiceerde hij verschillende leerboeken. Belangrijke bijdragen lagen op het gebied van de configuratie van organische verbindingen met behulp van de boorzuurcomplexen van polyhydroxy-verbindingen en van cyclische ketalen tot diolen en aceton. Voor zijn verdiensten werd hij in 1915 benoemd tot lid van de Koninklijke Nederlandse Akademie van Wetenschappen.
- Biografisch Portaal: 31161431
- Digitale Bibliotheek voor de Nederlandse Letteren: boes021
- Gemeinsame Normdatei: 11761646X
- International Standard Name Identifier: 0000 0000 1031 7838
- Library of Congress Control Number: n91018680
- Mathematics Genealogy Project: 133642
- Nederlandse Thesaurus van Auteursnamen: 073357421
- Système universitaire de documentation: 108107108
- Virtual International Authority File: 57397024
- WorldCat: E39PBJpygWT7rbDF9PP34TDDv3